# Kosintropin
Kosintropin (Cortrosyn) je sintetički derivat ACTH peptida koji se koristi u ACTH stimulacionom testu za evaluaciju i dijagnozu kortizolnog poremećaja. Kosintropin sadrži prve 24 (od 39) ACTH aminokiseline, ali je potpuno funkcionalan.
Kod pacijenata sa niskim nivoima kortizola ili simptomima adrenalno korteksne nedovoljnosti, kosintropin se može koristiti za dijagnozu Adisonove bolesti. Neuspešno povišenje nivoa kortizola u serumu nakon administracije kosintropina je pozitivni pokazatelj oboljenja.

## Spoljašnje veze
- Cosyntropin на 

|  | Molimo Vas, obratite pažnju na važno upozorenje u vezi sa temama iz oblasti medicine (zdravlja). |